# Polyfyli

Gruppen "Varmblodiga djur", markerad med blått, är polyfyletisk eftersom den inte "hänger ihop", de ingående grupperna är inte varandras närmaste släktingar.

Polyfyli (grekiska: polýs, många + phylos, stam) är ett taxonomiskt klassifikationsbegrepp som används inom biologin och har sitt ursprung i kladistiken. En grupp organismer ingår i en polyfyletisk grupp när olika representanter för gruppen inte är varandras närmaste släktingar. De har inte en nära gemensam anfader, utan deras gemensamma anfader är också anfader till andra organismer. Exempelvis är de varmblodiga djuren en polyfyletisk grupp, då gruppens två komponenter, däggdjur och fåglar, inte är nära släkt med varann utan har utvecklats separat från olika grupper av "kallblodiga" djur.